# Okręty podwodne typu Grayback
Okręty podwodne typu Grayback – dwa amerykańskie okręty podwodne wybudowane na podstawie zmienionego projektu okrętów typu Tang, jako okręty służące do przenoszenia pocisków manewrujących Regulus I i Regulus II. Jednostki "Grayback" (SSG-574) oraz "Growler" (SSG-577) były jedynymi amerykańskimi okrętami podwodnymi z napędem spalinowo-elektrycznym, od samego początku konstruowanymi jako okręty rakietowe (ship submersible guided missile). Z uwagi na budowę tych jednostek przez dwie stocznie z których każda opracowywała własny projekt szczegółowy, jednostki te bardzo podobne zasadniczo, różniły się nieznacznie wymiarami i dostępnymi prędkościami pływania. Po wejściu do służby w 1958 brały udział w programach testowych pocisków "regulus", a następnie pełniły operacyjną służbę patrolową w ramach amerykańskiego systemu odstraszania jądrowego. Po wejściu do służby jądrowych okrętów podwodnych przenoszących rakietowe pociski balistyczne SLBM systemu "Polaris", marynarka amerykańska zrezygnowała z używania pocisków manewrujących, wobec czego USS "Growler" zakończył służbę w US Navy, a "Grayback" (SSG-574) został poddany przebudowie na transportowy okręt podwodny. W tej roli, jako jednostka przewożąca płetwonurków oraz komandosów, "Grayback" służył do 1984 roku, kiedy został ostatecznie skreślony z rejestru okrętów marynarki. "Growler" natomiast, po zakończeniu służby w marynarce został odholowany do Nowego Jorku, gdzie pełni rolę okrętu-muzeum, jako część ekspozycji Intrepid Sea-Air-Space Museum.